# NGC 5386
NGC 5386 (również PGC 49719 lub UGC 8890) – galaktyka spiralna (S0-a), znajdująca się w gwiazdozbiorze Panny. Odkrył ją William Herschel 29 kwietnia 1786 roku.